# Елвін (Іллінойс)
Елвін (англ. Alvin) — селище (англ. village) в США, в окрузі Вермільйон штату Іллінойс. Населення — 233 особи (2020).

## Географія
Елвін розташований за координатами 40°18′25″ пн. ш. 87°36′25″ зх. д. / 40.30694° пн. ш. 87.60694° зх. д. (40.307028, -87.606903).  За даними Бюро перепису населення США в 2010 році селище мало площу 2,05 км², уся площа — суходіл.

## Демографія
Згідно з переписом 2010 року, у селищі мешкало 270 осіб у 100 домогосподарствах у складі 78 родин. Густота населення становила 131 особа/км².  Було 112 помешкання (55/км²).
Расовий склад населення:
| - 96,7 % — білих - 1,1 % — азіатів - 0,7 % — чорних або афроамериканців - 0,4 % — корінних американців |

До двох чи більше рас належало 0,4 %. Частка іспаномовних становила 1,9 % від усіх жителів.
За віковим діапазоном населення розподілялося таким чином: 24,8 % — особи молодші 18 років, 64,8 % — особи у віці 18—64 років, 10,4 % — особи у віці 65 років та старші. Медіана віку мешканця становила 39,2 року. На 100 осіб жіночої статі у селищі припадало 112,6 чоловіків;  на 100 жінок у віці від 18 років та старших — 111,5 чоловіків також старших 18 років.
Середній дохід на одне домашнє господарство  становив 49 682 долари США (медіана — 42 125), а середній дохід на одну сім'ю — 52 912 долари (медіана — 51 250). За межею бідності перебувало 16,8 % осіб, у тому числі 12,9 % дітей у віці до 18 років та 22,2 % осіб у віці 65 років та старших.
Цивільне працевлаштоване населення становило 117 осіб. Основні галузі зайнятості: будівництво — 23,1 %, виробництво — 19,7 %, освіта, охорона здоров'я та соціальна допомога — 17,9 %.